# Развод брака (ТВ филм)
„Развод брака” је југословенски ТВ филм из 1981. године. Режирао га је Славољуб Стефановић Раваси а сценарио су написали Радомир Путник и Јаша Томић.

## Улоге
| Глумац             | Улога                         |
| ------------------ | ----------------------------- |
| Иван Хајтл         | Станко Поповић                |
| Катица Жели        | Милка                         |
| Владислав Каћански |                               |
| Сања Милосављевић  | Смиљка                        |
| Мирослав Жужић     |                               |
| Добрила Шокица     |                               |
| Драгиша Шокица     |                               |
| Милица Радаковић   | (као Милица Радаковић-Кљајић) |

Остале улоге  ▼
| Глумац                  | Улога               |
| ----------------------- | ------------------- |
| Раде Којадиновић        |                     |
| Зоран Стојиљковић       |                     |
| Драгослав Макс Јанковић | (као Макс Јанковић) |
| Владета Попов           |                     |